# Jean Darling

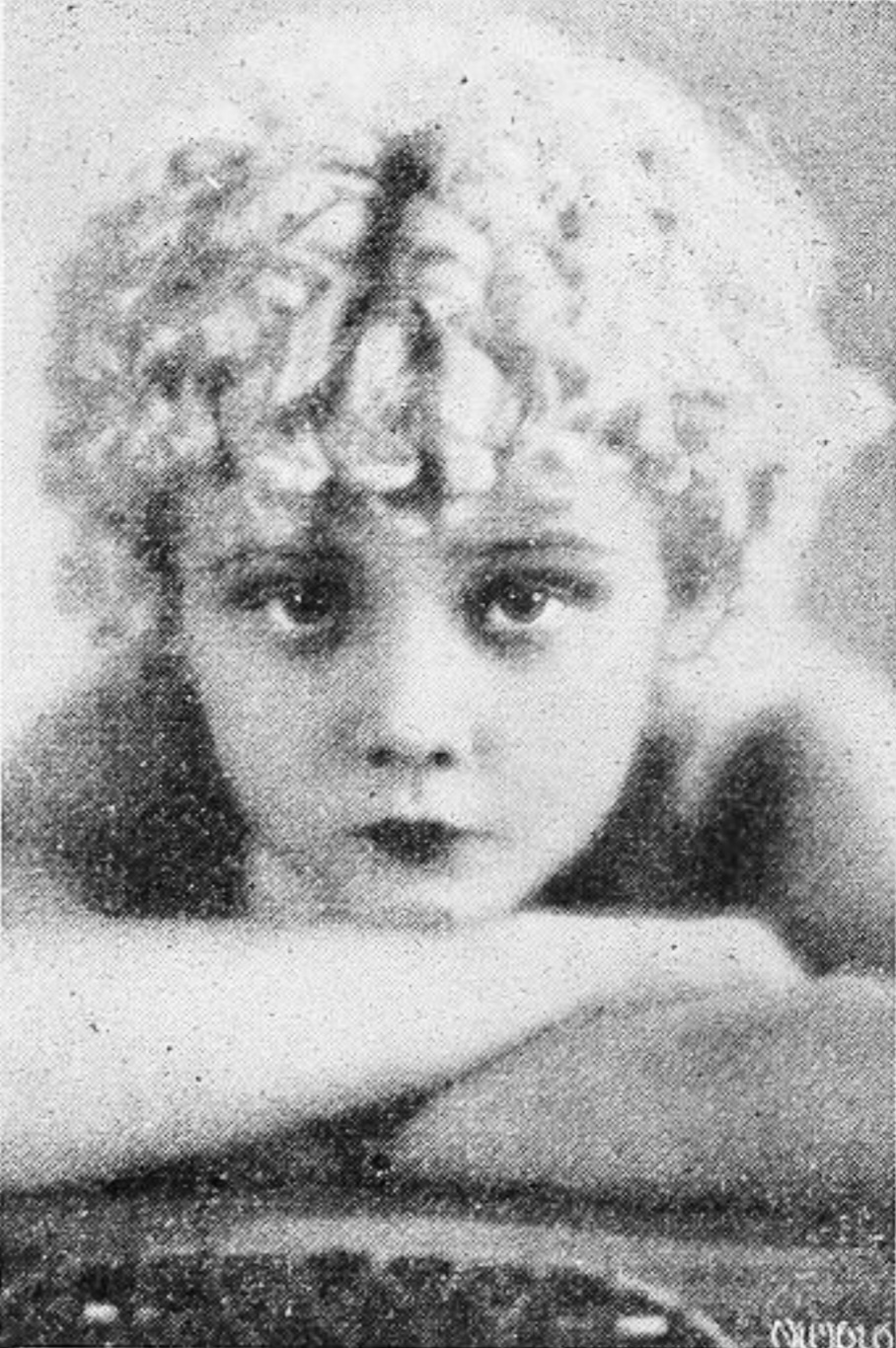
Jean Darling als Kind

Jean Darling (gebürtig Dorothy Jean LeVake; * 23. August 1922 in Santa Monica, Kalifornien; † 4. September 2015 in Rödermark, Deutschland) war eine US-amerikanische Schauspielerin und Sängerin. Sie begann ihre lange Karriere bei den Kleinen Strolchen, war aber später auch als Sängerin und Entertainerin erfolgreich.

## Leben und Karriere
Jean Darling wurde 1922 unter dem Namen Dorothy Jean LeVake als Tochter einer ehemaligen Schauspielerin geboren. Bereits mit fünf Monaten wurde ihr Name gesetzlich auf ihren heute bekannten Namen geändert, nachdem ihre Eltern sich getrennt hatten. Ihren Vater lernte sie nie kennen. Schon mit einem halben Jahr stand Jean für Werbespots vor der Kamera. Ihre erste bedeutendere Rolle erhielt sie mit fünf Jahren in Hal Roachs beliebter Filmreihe Die kleinen Strolche (Our Gang). Obwohl sie nach eigenen Angaben bei den Dreharbeiten anfangs fast nur geheult hatte, wurde sie zu einem festen Bestandteil der Serie. Bis 1929 spielte sie in insgesamt 35 Kurzfilmen der Reihe. Das Mädchen mit den auffälligen blonden Locken fungierte dabei meist als „Leading Lady“ der Kleinen Strolche, ähnlich wie Darla Hood in den Our Gang-Filmen der 1930er-Jahre.
Nachdem Darling die Kleinen Strolche im Jahre 1929 – kurz nach Beginn der Tonfilmära – verlassen hatte, stand sie nur noch selten in Hollywood vor der Kamera. 1934 spielte sie in einer Verfilmung von Jane Eyre neben Virginia Bruce und Colin Clive die Titelfigur als Kind. Ebenfalls 1934 war sie als Goldlöckchen im Laurel-und-Hardy-Film Rache ist süß zu sehen. Stan Laurel hatte privat zeitweise eine enge Beziehung mit Jean und ihrer Mutter. Jean Darling widmete sich ab den 1930er-Jahren stattdessen vermehrt dem Theater sowie dem Radio. Sie studierte später Gesang in New York und war 1944 als Unterhalterin für die US-Soldaten im Zweiten Weltkrieg in Neapel tätig. Zudem war sie in den 1940er-Jahren in zwei Broadway-Stücken zu sehen, darunter auch 1945 in der Originalaufführung des Erfolgsmusicals Carousel. In diesem Stück spielte Darling in einem Zeitraum von über zwei Jahren in über 850 Aufführungen die Hauptrolle der Carrie Pipperidge. In den 1950er-Jahren arbeitete sie als Fernsehmoderatorin und hatte ihre eigene Show namens A Date with Jean Darling. 1954 heiratete sie den Zauberkünstler Reuben Bowen („Kajar the Magician“), sie bekamen einen Sohn.
1974 zog sie mit ihrem Ehemann Bowen nach Dublin, welcher dort im Jahre 1980 an Krebs starb. Sie heiratete nicht wieder. In den folgenden Jahrzehnten schrieb sie zahlreiche Radiohörspiele und Kriminal-Kurzgeschichten, die in Magazinen wie dem Alfred Hitchcock's Mystery Magazine veröffentlicht wurden. Über viele Jahre trat Darling beim irischen Fernsehkanal Raidió Teilifís Éireann im Kinderprogramm in der Rolle der Geschichtenerzählerin „Aunty Poppy“ auf. 2013 spielte sie nach 60 Jahren erstmals wieder in einem Spielfilm: Darling hatte eine Hauptrolle in dem Kurzfilm The Butler’s Tale, der stilistisch den Stummfilmkomödien nachempfunden ist. Zudem wirkte sie als Zeitzeugin an zahlreichen Dokumentationen über die Stummfilmzeit mit. Ihre letzten Jahre verlebte sie bei ihrem Sohn in Rodgau in Hessen. Bei ihrem Tod zählte sie zu den letzten lebenden Darstellern aus der Stummfilmära.
Jean Darling starb, wenige Tage nach Vollendung ihres 93. Lebensjahres, in einem Pflegeheim im Rödermarker Stadtteil Ober-Roden nach kurzer Krankheit. Am 22. September 2015 wurde Jean Darling auf dem Friedhof in Rodgau-Dudenhofen beigesetzt.

## Filmografie
Von 1927 bis 1929: Die kleinen Strolche (Our Gang; 35 Kurzfilme):
- 1927: Dog Heaven
- 1927: Heebee Jeebees
- 1927: Chicken Feed
- 1927: The Old Wallop
- 1927: Yale vs. Harvard
- 1927: Olympic Games
- 1927: Baby Brother (mit Oliver Hardy)
- 1927: Tired Business Men
- 1927: Ten Years Old
- 1927: Seeing the World (mit Stan Laurel)
- 1927: Bring Home the Turkey
- 1928: The Spanking Age
- 1928: The Ol' Gray Hoss
- 1928: Growing Pains
- 1928: School Begins
- 1928: Crazy House
- 1928: Fair and Muddy
- 1928: Barnum & Ringling, Inc. (mit Oliver Hardy)
- 1928: Edison, Marconi & Co.
- 1928: The Smile Wins
- 1928: Rainy Days
- 1928: Spook Spoofing
- 1928: Playin' Hookey
- 1929: Saturday's Lesson
- 1929: Bouncing Babies
- 1929: Cat, Dog & Co.
- 1929: Boxing Gloves
- 1929: Lazy Days
- 1929: Railroadin'
- 1929: Little Mother
- 1929: Small Talk
- 1929: Fast Freight
- 1929: Wiggle Your Ears (In Deutschland nur als Tonfilm bekannt!)
- 1929: The Holy Terror
- 1929: Noisy Noises

Anschließende Rollen:
- 1933: Eine Frau vergisst nicht (Only Yesterday)
- 1934: Jane Eyre
- 1934: Laurel und Hardy: Rache ist süß (Babes in Toyland)
- 1953: The I Don’t Care Girl
- 2013: The Butler’s Tale (Kurzfilm)